# Ein Gespenst geht nach Amerika
Ein Gespenst geht nach Amerika (Original: The Ghost Goes West) ist eine britische Filmkomödie von René Clair aus dem Jahr 1935 mit Robert Donat und Jean Parker in den Hauptrollen.

## Handlung
Im Jahre 1761 ziehen die Schotten gegen die Engländer in den Krieg. Die McLaggans gehen zu den Glouries, um mehr Leute zu bekommen. Der Sohn des Alten Glourie hat jedoch einen Ruf als Frauenheld, und darüber machen sich die McLaggans lustig. Der alte Glourie schickt aus lauter Zorn seinen Sohn in die Schlacht gegen die Engländer, in erster Linie aber gegen die McLaggans.
Als während der Schlacht der junge Murdoch Glourie eine Affäre mit einer Schäferin anfängt, wird er von den McLaggans verjagt. Er flieht hinter ein Pulverfass, das jedoch gleich darauf explodiert. Wegen der Schande die Murdoch Glourie über die Familie gebracht hat, muss er solange spuken bis sich ein McLaggan entschuldigt hat.
200 Jahre später ist der Nachfahre der Glouries, Donald Glourie, schwer verschuldet. Er verkauft das Schloss an den reichen Lebensmittel-König Mr. Martin. Donald verliebt sich sofort in die hübsche Tochter von Mr. Martin, Peggy Martin. Sie ist vom Schloss und von Donald begeistert, wobei sie das Schlossgespenst wegen der Ähnlichkeit für ihn hält.
Die Martins lassen das Schloss abbauen und nach Amerika transportieren. Auf der Überfahrt zeigt sich der Geist und auf Druck seiner Frau macht Mr. Martin das Geschäft rückgängig. Ed Bigelow, ein Konkurrent von Mr. Martin, wittert jedoch das große Geschäft und will das Schloss. Mr. Martin kann das gerade noch verhindern und kauft das Schloss erneut.
In Amerika wird die Ankunft des Geistes im ganz großen Stil aufgezogen. Da sich der Geist aber in Amerika nicht mehr zeigt, soll Donald Glourie den Geist spielen und erfährt so etwas über die wahren Gefühle von Peggy Martin, die ihn immer noch liebt. Er zieht sich um und kehrt wieder als Donald zurück und wird von Ed Bigelow beleidigt. Er erfährt dadurch aber, dass Bigelow der letzte Nachfahre der McLaggans ist. Der Geist taucht wieder auf, jagt Bigelow und zwingt ihn, sich zu entschuldigen. Daraufhin kehrt das Gespenst zu seinen Ahnen zurück, und Donald Glourie und Peggy Martin sind ein Paar.

## Hintergrund
Die Dreharbeiten fanden in den Denham Filmstudios in England statt. 
Ein Gespenst geht nach Amerika wurde am 17. Dezember 1935 in London uraufgeführt. Am 25. Januar 1937 startete der Film unter dem Titel Das Gespenst auf Reisen in den deutschen Kinos.

## Kritik
Das Lexikon des internationalen Films urteilte: „Obwohl bereits 1935 inszeniert, hat die Komödie, die liebevoll Formen amerikanischer Kulturlosigkeit attackiert, nur wenig von ihrem Witz eingebüßt.“